# آنکیاکا به نورد
آنکیاکا به نورد (به لاتین: Ankiaka Be Nord) یک منطقهٔ مسکونی در ماداگاسکار است که در بخش انداپا واقع شده‌است. آنکیاکا به نورد ۸٬۲۵۳ نفر جمعیت دارد و ۴۹۱ متر بالاتر از سطح دریا واقع شده‌است.